# Kwietnikowa Turnia

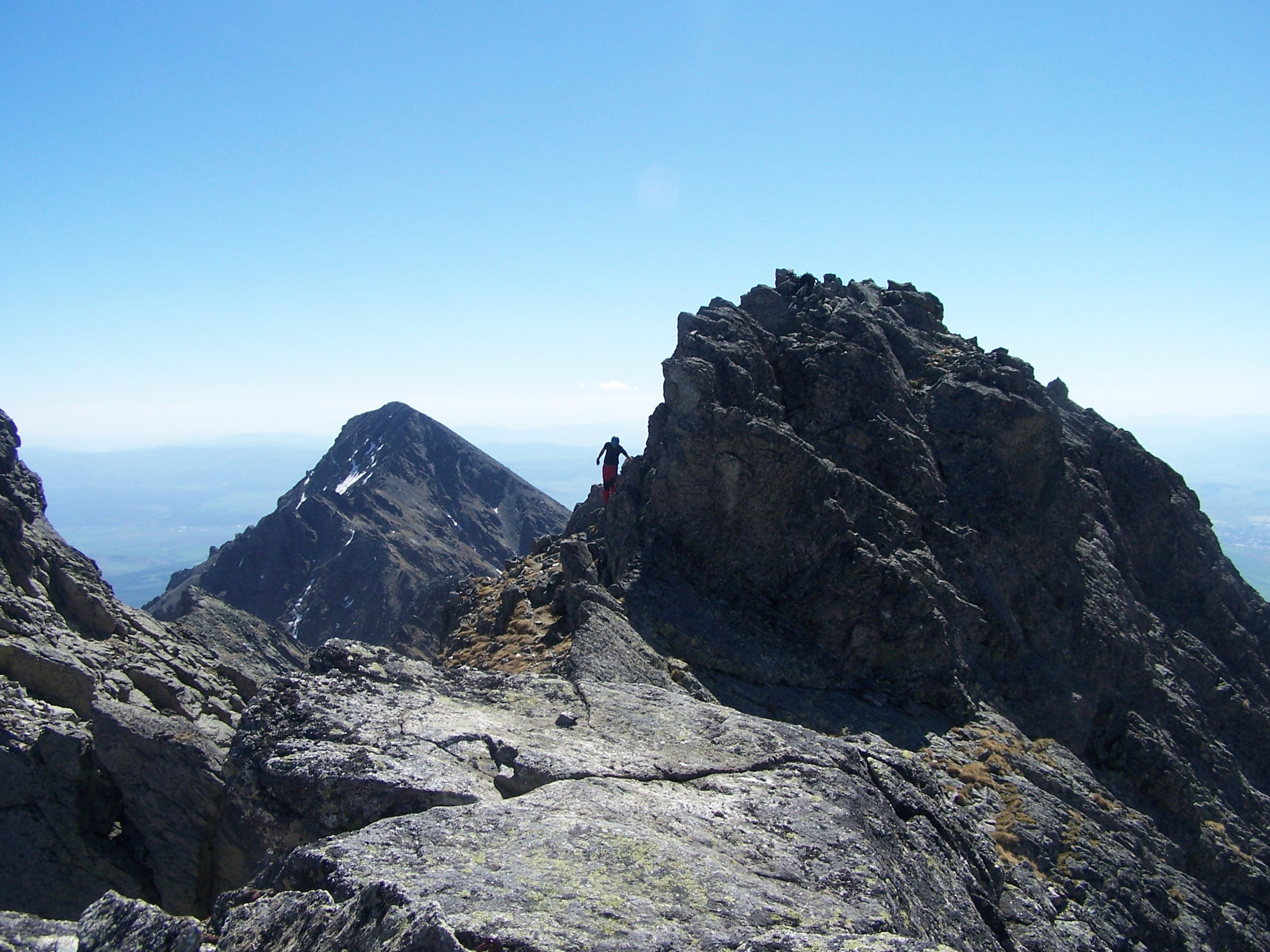
Kwietnikowa Turnia i Klimkowe Wrótka

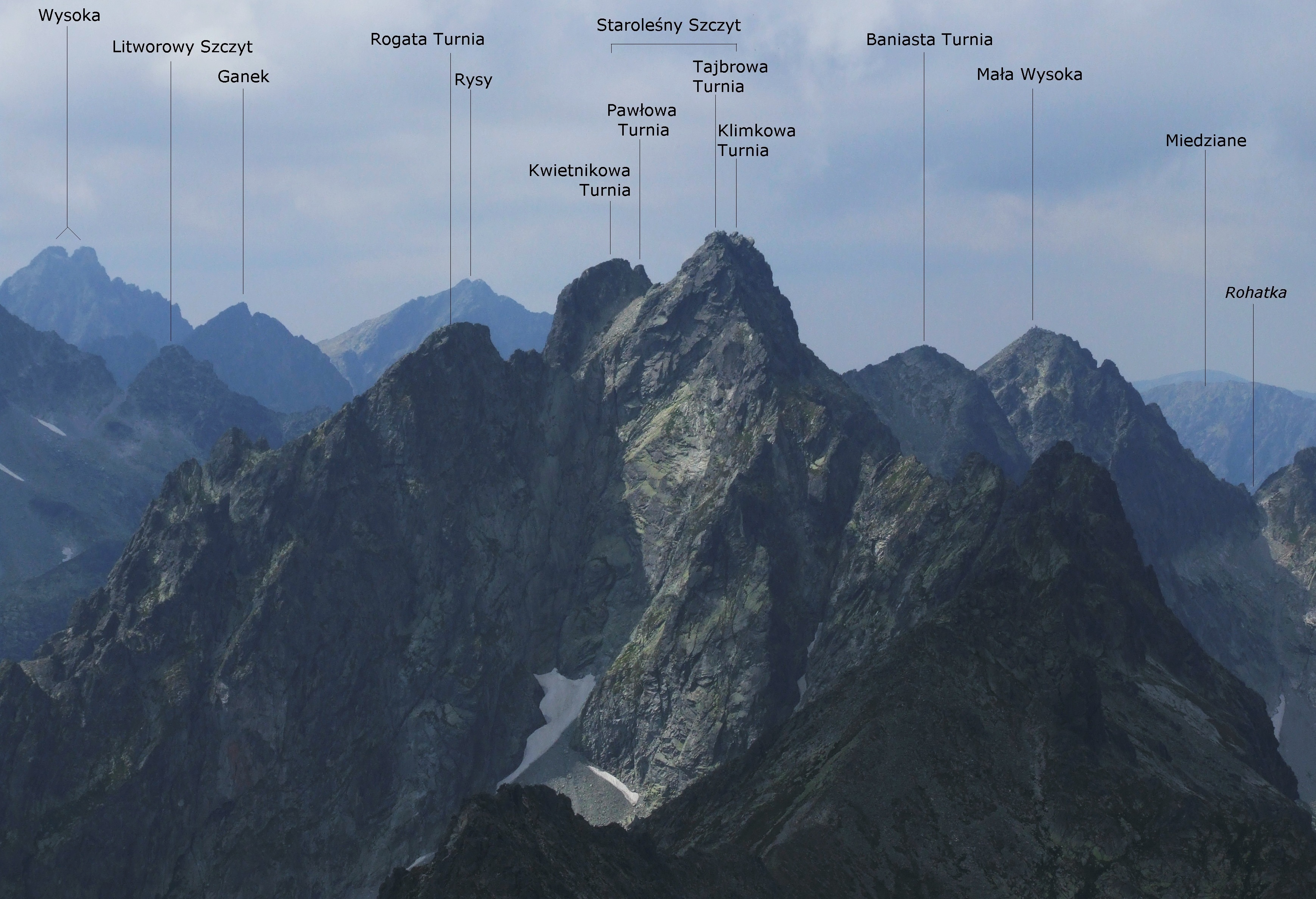
Widok na Kwietnikową Turnię ze Sławkowskiego Szczytu

Kwietnikowa Turnia (słow. Bradavica JZ vrchol, niem. Habel-Turm, węg. Habel-torony, 2476 m) – południowo-zachodni wierzchołek Staroleśnego Szczytu w słowackich Tatrach Wysokich. Wraz z Pawłową Turnią tworzą parę niższych szczytów, położonych po zachodniej stronie Klimkowych Wrótek (2454 m). Po wschodniej stronie tej przełączki znajduje się Klimkowa Turnia i Tajbrowa Turnia.
Kwietnikowa Turnia jest zwornikiem. Grań Staroleśnego Szczytu dzieli się w niej na dwa ramiona otaczające Dolinę Sławkowską. Krótsze, biegnące bardziej na południe to Granaty Wielickie, dłuższe, biegnące bardziej na wschód to Nowoleśna Grań, dalej przechodząca w Sławkowską Grań i masyw Sławkowskiego Szczytu. Południowe stoki Kwietnikowej Turni opadają na Wyżni Wielicki Ogród i tworzą obramowanie dla dużego Kwietnikowego Żlebu.
Normalne wejście na Kwietnikową Turnię prowadzi z Doliny Wielickiej Kwietnikowym Żlebem na Zwodną Ławkę, następnie obchodzi się Pawłową Turnię nad Doliną Staroleśną i Klimkowym Żlebem wychodzi na Klimkowe Wrótka. Z niej wyjście na Kwietnikową Turnię i Pawłową Turnię jest trudniejsze niż na Klimkową i Tajbrową Turnię, tworzą bowiem prawie monolityczny blok granitowy. Pierwsze znane wejście na Kwietnikową Turnię: Aemilius Hacker 11 lipca 1896 r. przy okazji trzeciego wejścia na Staroleśny Szczyt. 
Staroleśny Szczyt należy do najtrudniej dostępnych wybitnych szczytów tatrzańskich. Nie prowadzi przez niego żaden szlak turystyczny. Zgodnie z przepisami Tatrzańskiego Parku Narodowego wejście dopuszczalne jest tylko z przewodnikiem.